# Lucas Franchoys
Lucas Franchoys of Lucas  Francois (Mechelen, 25 januari 1574 – 16 september 1643), ook wel Lucas Franchoys de Oude of Lucas Franchoys (I) genoemd, was een barokschilder, die vooral bekend was als portrettist.

## Biografie
Hij kwam uit een familie van kunstenaars. Zijn zus Cornelia trouwde met de beeldhouwer Hendrik Faydherbe. Francoys onderwees zijn twee zonen, Lucas Franchoys de Jongere en Peter Franchoys in de schilderkunst.

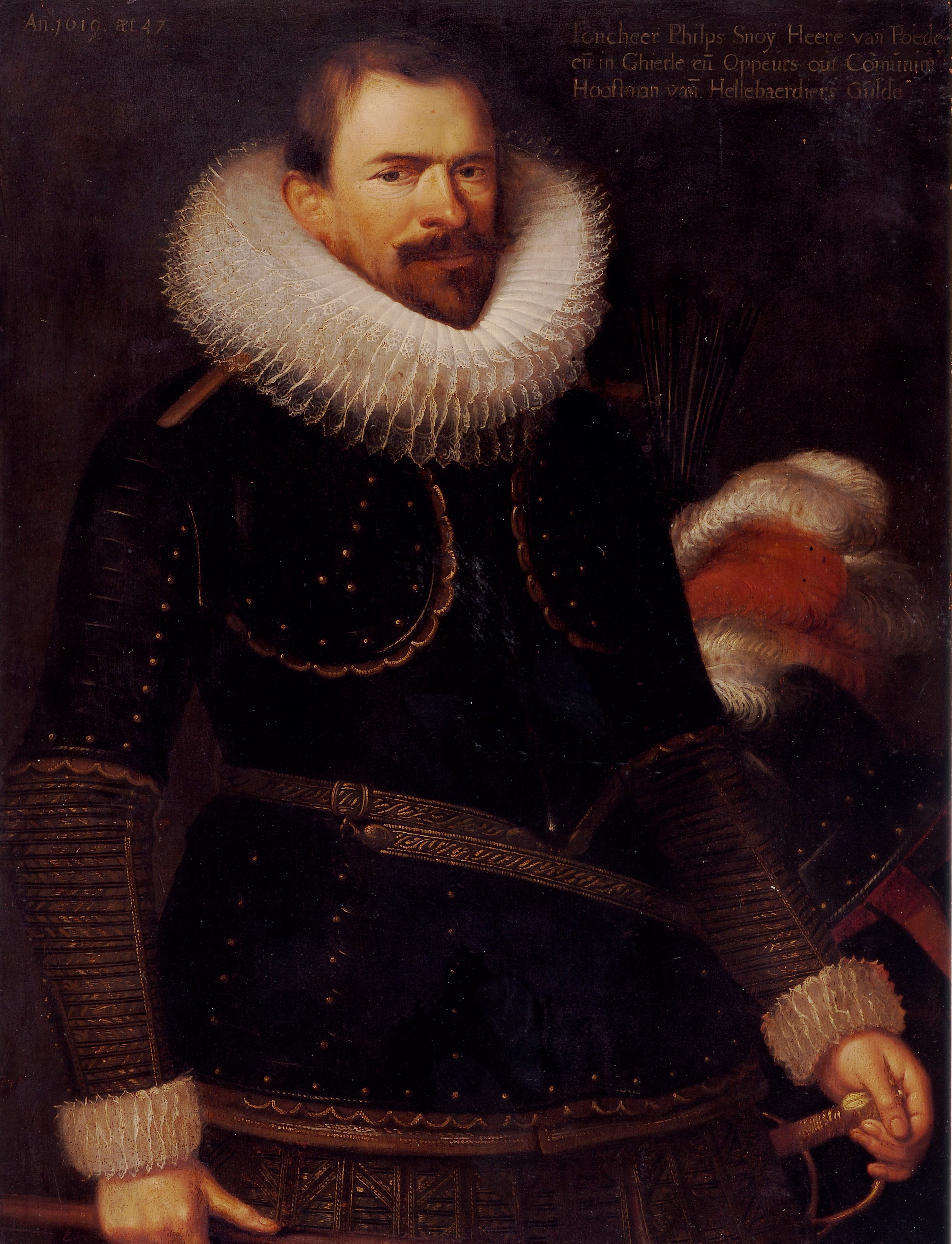
Philips Snoy geschilderd door Lucas Franchoys in 1619

- Biografisch Portaal: 23084830
- RKD-Nederlands Instituut voor Kunstgeschiedenis: 311105
- Union List of Artist Names: 500353461
- Virtual International Authority File: 260405941